# Gaumont State Cinema
Le Gaumont State Cinema est une salle de spectacle et de cinéma située dans Kilburn High Road au nord-ouest de Londres.
Le bâtiment, de style art déco, date de 1937, et la façade a une auteur de plus de 36 m.
La salle principale dispose de 4 004 sièges. C'était à l'époque le plus grand cinéma d'Angleterre.
De nombreux artistes se sont produits dans cette salle, dont Django Reinhardt en 1938/1939, Petula Clark en 1950, Frank Sinatra en 1953, Jerry Lee Lewis en 1958, Duke Ellington et Buddy Holly en 1958, Thelonious Monk, Dizzy Gillespie et John Coltrane en 1961, les Beatles et les The Rolling Stones en 1963, David Bowie en 1973, Deep Purple en 1974, les Who en 1977, etc.
Entre 1980 et 2007 la salle a été utilisée comme salle de jeu de bingo, puis en 2008 elle a été rachetée par une église.
Les albums suivants y ont été enregistrés : 
- Deep Purple: Live in London
- The First Barbarians: Live from Kilburn
- The Who at Kilburn 1977